# Frida Winckelmann
Frida Winckelmann (* 3. Juli 1873 in Berlin; † 4. November 1943) war eine deutsche Politikerin und Pädagogin.

## Leben und Wirken

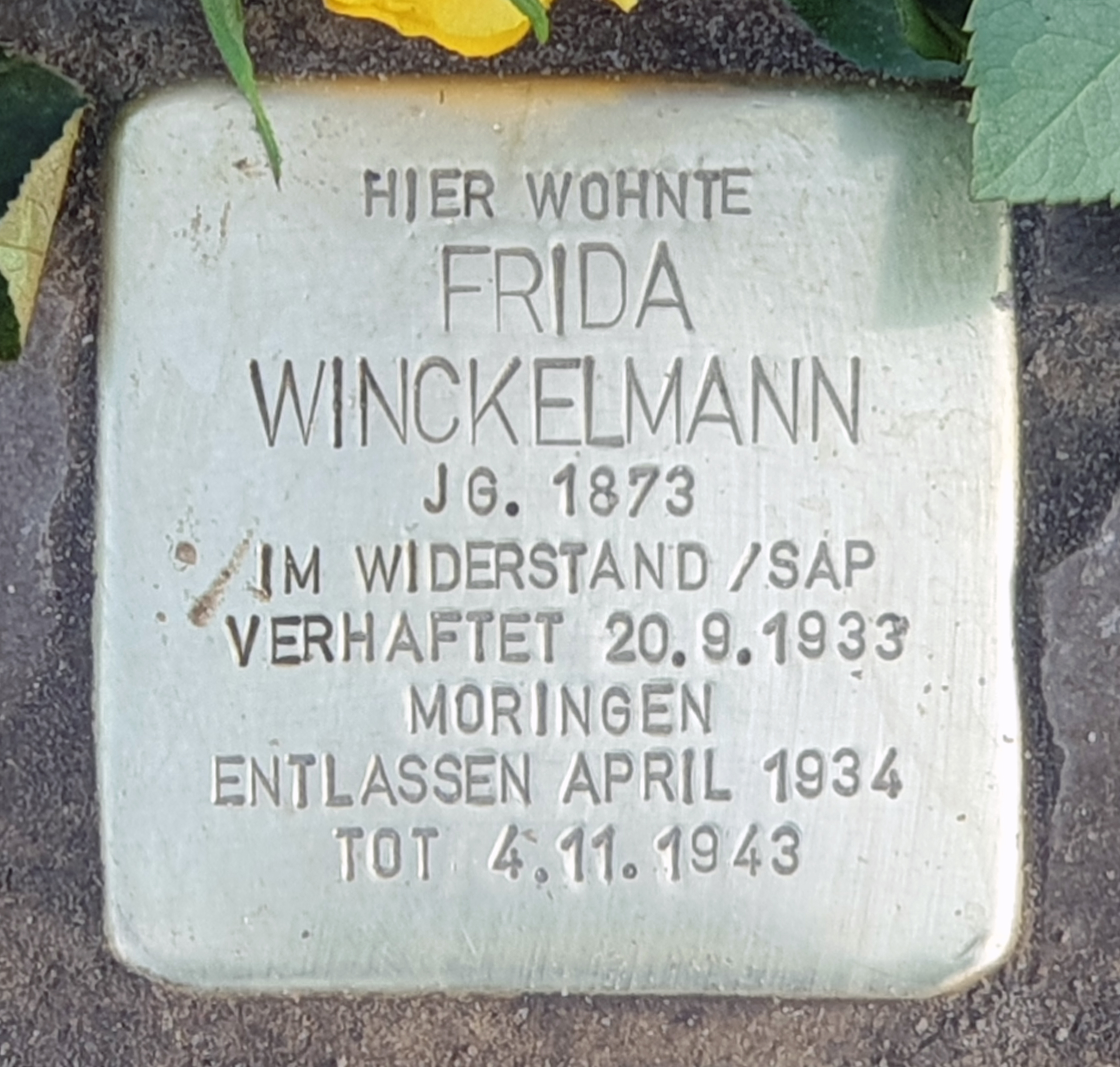
Stolperstein am Haus, Malchiner Straße 47, in Berlin-Britz

Nach Besuch der höheren Mädchenschule und einer (Ober-)Lehrerinnenausbildung, arbeitete Frida Winckelmann von 1892 bis 1906 an höheren Mädchenschulen in Berlin und Charlottenburg als Lehrerin. Danach leitete sie einige Jahre das Landerziehungsheim in Schloss Drebkau. Einer ihrer dortigen Schüler war Paul, der Sohn von Else Lasker-Schüler.
1912 erhielt sie die Genehmigung „zur Einrichtung und Leitung einer Erziehungsanstalt für schwächliche und zurückgebliebene Kinder“ in ihrem Haus in Birkenwerder bei Berlin, Bergallee 1. Die Kinder und Jugendlichen waren allerdings nicht „zurückgeblieben“, sondern entweder Kinder aus Elternhäusern, die der reformpädagogischen Idee der Landerziehungsheime folgten oder wie Karl Radek sich erinnerte „die Kinder unserer illegalen Genossen“. Schüler in Birkenwerder waren u. a.: Eleonore (Lore) Rosenthal, Lotte Kornfeld (spätere Weggefährtin Johann Kniefs), Ruth Seele, Karl Liebknechts Kinder Wilhelm, Robert und Vera sowie Hertie Goldstein (die spätere Frau Robert Liebknechts).
Das Haus in Birkenwerder stand für politische Freunde immer offen. Dazu gehörten Karl Liebknecht und Rosa Luxemburg, Karl Radek sowie Hermann und Käte Duncker. Käte Duncker schrieb über sie: „Diese Winckelmann ist eine originelle, eigentlich recht Dickensche Figur. Also: Sie hat ein Landerziehungsheim, allerdings etwas primitiver Natur in Birkenwerder. […] Und um dieses Heim zu erhalten, unterrichtet Frl. Winckelmann an einer ganzen Reihe Privatseminarien, höheren Mädchenschulen usw. in Berlin“.
Winckelmann war zuerst Mitglied der SPD, engagierte sich im Spartakusbund und ab 1917 in der USPD, später wurde sie Mitglied der KPD. Nach der Revolution gehörte sie in der Weimarer Republik für kurze Zeit dem Ministerium für Wissenschaft, Kunst und Volksbildung bzw. dem preußischen Unterrichtsministerium an und entwickelte Konzepte für die Volkshochschule und die Einheitsschule. Sie gründete mit Alexander Schwab und anderen eine „Freie Hochschulgemeinde für Proletarier“, aus der im Frühjahr 1919 die „Räteschule der Groß-Berliner Arbeiterschaft“ hervorging, die nach knapp zwei Jahren von der Gewerkschaft übernommen wurde.
1922 wurde ihr die Genehmigung zur Weiterführung des Landerziehungsheims in Birkenwerder entzogen. Grund war der Vorwurf, dass es sich um eine „Zufluchts- und Unterkunftsstätte für ausländische radikalkommunistischen Parteigruppen angehörende Personen“ handele. Winckelmann verließ Birkenwerder und Berlin.
Sie wandte sich an politische Freunde in der Gothaer Schulverwaltung und bekam zum April 1923 eine Anstellung an der „Fortbildungsschule“ in Gotha. Trotz positiver fachlicher Beurteilungen, erhielt sie zu Ende September 1925 die Kündigung des Thüringischen Ministeriums für Volksbildung – ein Berufsverbot aufgrund ihrer Aktivitäten für die KPD. Winckelmann war aktiv in der Internationalen Arbeiterhilfe (IAH), Funktionärin in der „Großthüringischen Bezirksleitung“ der KPD und Redakteurin des in Gotha erscheinenden Thüringer Volksblattes der KPD. Im Januar 1927 wurde sie erstmals in den Thüringer Landtag gewählt. Sie war eine von acht KPD-Abgeordneten im vierten Thüringer Landtag und beteiligte sich aktiv mit Redebeiträgen, insbesondere zu den Themen Wohlfahrt und Bildung: „Wir verlangen eine einheitliche Schule, die jedem die Möglichkeit gibt, entsprechend seiner Begabung weiterzukommen.“ (Landtags-Rede im Juni 1929). Nach politischen Richtungskämpfen in der KPD wurde Winckelmann im März 1929 zusammen mit ihrem Parteifreund Albin Tenner aus der KPD ausgeschlossen. Beide traten der KPO (Kommunistische Partei Opposition) bei. Frida Winckelmann kehrte 1930 nach Birkenwerder in ihr Haus zurück, Tenner mit seiner Familie ging mit. Beide traten 1932 zur Sozialistischen Arbeiterpartei (SAP) über. In der „Kommunistenvilla von Frida Winckelmann“ (Polizeibericht Birkenwerder) lebte auch Hugo Jacoby einige Jahre, einer ihrer Freunde aus Gotha.
1933 tauchte Winckelmann zunächst unter und arbeitete illegal im Widerstand gegen die Nazis, insbesondere in Berlin-Reinickendorf und Berlin-Britz. Am 20. September 1933 wurde Winckelmann in ihrem Haus vom Bürgermeister verhaftet und ins Berliner Frauengefängnis gebracht. Von dort kam sie in das KZ Moringen. Ihr Haus wurde beschlagnahmt und enteignet. Nach ihrer Entlassung aus dem KZ im April 1934 durfte sie nicht nach Birkenwerder zurückkehren und fand Unterkunft bei Freunden in Berlin. Frida Winckelmann starb im November 1943 an einer Krankheit.
Frida Winckelmann ist nicht zu verwechseln mit der Berliner Malerin und Bildhauerin Frieda Kretschmann-Winckelmann (1870–1939).

## Gedenken
1993 wurde die Bergallee in Birkenwerder, die Ende der 1940er Jahre ihren Namen erhalten hatte, wieder rückbenannt.
Am 12. Oktober 2022 wurde vor ihrem ehemaligen Wohnort, Berlin-Britz, Malchiner Straße 47, ein Stolperstein verlegt.
Im November 2023 wurde in Birkenwerder, Bergallee 1, am Ort ihrer früheren Schule und Wohnung eine Gedenktafel enthüllt.